# Библиотека
Библиотека или књижница је сређена збирка књига, по ауторском или предметном каталогу, која припада приватним лицима или државним институцијама, или установама у којима се чувају збирке књига. За најстарију библиотеку сматра се библиотека египатског фараона Осиманзиоса, која се налазила, по мишљењу једних, у Мемнониуму, или других - у Рамезијуму, у Мемфису. Најпознатија египатска библиотека је чувена Александријска библиотека.

## Најстарије библиотеке
Прве библиотеке настале су пре више хиљада година. При ископавању старог града Ура, у Месопотамији, научници су открили глинени печат. Био је цилиндричног облика с натписима, и припадао је првој библиотеци.
Већ око 700. год. прије нове ере народ Месопотамије имао је добро уређене библиотеке по својим храмовима и палатама. Књиге су у тим библиотекама биле глинене плочице исписане клинастим писмом. Хиљаде таквих плочица распоређених према подручјима науке, сачињавале су збирке које су представљале прве праве библиотеке. Једна од њих тзв. Асурбанипалова библиотека, с око 22000 глинених плочица, данас се чува у Британском музеју у Лондону.
И Египћани су имали библиотеке које су чували свештеници по храмовима. Књиге су биле направљене у облику свитака од папируса. Најчувенија библиотека свих времена била је у Александрији створена 300. године пре нове ере. Имала је најмање 70000 свитака од папируса.

## Типови
Многе институције праве разлику између циркулишуће или позајмљивачке библиотеке, где се очекује да ће се материјал позајмити покровитељима, институцијама или другим библиотекама, и референтне библиотеке у којој материјал не посуђује. Путујуће библиотеке, као што су ране библиотеке на коњском седлу источног Кентакија и књигомобили, углавном су позајмљивачког типа. Савремене библиотеке често су мешавина оба типа, тако да садрже општу збирку за циркулацију, и референтну збирку која је ограничена на простор библиотеке. Такође, дигиталне колекције све више омогућавају шири приступ материјалу који у многим случајевима не може да циркулише у штампаном облику, и то омогућава библиотекама да прошире своје збирке чак и без изградње већих објеката. Ламба (2019) је ојачао ову идеју приметивши да „данашње библиотеке постају све више мултидисциплинарне, колаборативне и умрежене” и да ће примена Веб 2.0 алата на библиотеке „не само повезати кориснике са њиховом заједницом и побољшати комуникацију, већ ће помоћи и библиотекарима да промовишу активности, услуге и производе своје библиотеке како би досегли до њихових садашњих и потенцијалних корисника.”

### Академска библиотека
Академске библиотеке се углавном налазе на факултетима и универзитетима и примарно служе студентима и особљу те и других академских установа. Неке академске библиотеке, посебно оне у јавним установама, доступне су широј јавности у целости или делимично.
Високошколска библиотеке су оне које се налазе у пост-средњошколским образовним установама, као што су факултети и универзитети. Њихова главна функција је пружање подршке у истраживању и повезивању ресурса за студенте и наставнике образовне установе. Библиотека обично обезбеђује специфичне изворе који се тичу курсева, као што су копије уџбеника и чланака која се одржавају на „резервацији” (што значи да су они позајмљују само краткорочно, обично у року од неколико сати). Неке академске библиотеке пружају ресурсе који обично нису повезани са библиотекама, као што је могућност позајмљивања лаптопа, веб камера или научних калкулатора.
Академске библиотеке нуде радионице и курсеве изван формалних, дипломираних курсева, који би требало да пруже студентима алате потребне за успех у њиховим програмима. Ове радионице могу укључивати помоћ са цитатима, ефикасним техникама претраживања, базама података часописа и софтвером за електронско цитирање. Ове радионице пружају студентима вештине које им могу помоћи да постигну успех у својој академској каријери (а често и у својим будућим занимањима), које не могу увек да науче у учионици.

### Теолошке библиотеке
Најстарија Б. богословског карактера је збирка светих књига код Јевреја. Њену основу поставио је Мојсије, а затим се она даље развијала (В Мој. 31, 26; И Цар. 10, 25). Истоветну улогу имали су архиви, настали код Јевреја у СЗ. Са ширењем хришћанства оснивају се богословске библиотеке при црквама, а нарочито по манастирима, где се налазе праве књижевне ризнице.1. Као најстарија хришћанска библиотека сматра се Јерусалимска библиотека, основана у 3. веку. Најстарија хришћанска Б. је Константинопољска, коју је основао цар Константин Велики. Једно време она је бројала чак 120.000 књига, али је, нажалост уништена у пожару, од кога се није могла никако обновити. У доба сеобе народа, многе драгоцене библиотеке су нестале.

### Специјалне теолошке библиотеке
Што се тиче специјално богословских Б., најпознатија је Ватиканска која броји приближно 220.000 књига и 26.000 рукописа, међу којима и познати кодекс Библије из 15. века. Прве Б. у Русији осниване су при црквама и манастирима, па су и књиге биле црквеног карактера. Прва руску Б. основао је кнез Јарослав при цркви св. Софије у Кијеву. Такође, велика Б. је основана и при Кијевско-Печерском манастиру. У Московској Русији манастирске и црквене Б. одиграле су значајну улогу, тако да се у 16. веку појављују чак и описи појединих књига, У 17. в. појављују се многе приватне Б. у Русији (Симеона Полоцког, Димитрија Ростовског, Силвестра Медведева), а после реформе Петра Великог појављују се у Русији многе Б(Татишћева, Бутурлина, Шћербатова). У 19. веку позната је била Публична Б. (око 1.300.000 наслова и рукописа), Библиотека Румјанцевског музеја од 1827. (око 300.000 наслова и рукописа), Б. Академије наука 1714. у Курландији., Синодска московска Б. (1721), Московска типографска Б. од времена Ивана Грозног, Б. кијевске академије (преко 300.000 наслова и 937 рукописа), Б. Казанске академије, итд.

## Библиотеке на Западу
У средњем веку на Западу су књиге сакупљали посебни монашки редови, нарочито бенедиктинци, а такође и неки од папа, рецимо Николај 5. и Сикст 15. Велике тешкоће за сакупљање књига представљао је мали број примерака једног рукописа, што је отклоњено проналаском штампарије. У данашње време најпознатије Библиотеке на Западу су: Национална библиотека у Паризу (око 2.100.000 књига и рукописа.), Британски музеј у Лондону (1.500.000 књига и 50.000 рукописа), Императорска Б. у Берлину (800.000 књига и 24.000 рукописа), колико има и Б. у Минхену.

## Библиотеке код Срба
Код прав Срба најзначајнија је Библиотека ман. Хиландар, Патријаршијска Б. у Београду, Б. Богословског факултета, многе манастирске и црквене библиотеке, Б. Србије, Градска и Универзитетска Б., и многе друге. У светској литератури значајне су – Бодлејана у Оксфорду и Британски музеј у Лондону, Национална Б. у Паризу, Конгресна Б. у Вашингтону и др.
- Библиотекарство је наука која се бави потребама библиотека. У данашње време раширена је употреба рачунара у библиотекама, а књиге се класификују користећи неки од расположивих система класификације, најчешће Универзалну децималну класификацију (УДК).

## Попис библиотека
- Библиотека Српске патријаршије Београд
- Библиотека Православног богословског факултета Универзитета у Београду Београд
- Народна библиотека Србије Београд
- Библиотека града Београда Београд
- Народна библиотека Стеван Сремац Ниш
- Универзитетска библиотека Светозар Марковић Београд
- Библиотека Матице српске Нови Сад
- Библиотека Српске академије наука и уметности Београд
- Универзитетска библиотека Светозар Марковић Београд
- Универзитетска библиотека Никола Тесла Ниш
- Централна библиотека Војске Југославије Београд
- Градска библиотека Карло Бијелицки Сомбор
- Градска библиотека Владислав Петковић Дис Чачак
- Културно образовни центар Турзо Лајош Сента
- Народна библиотека Вељко Петровић Бачка Паланка
- Библиотека „Радоје Домановић Велика Плана
- Народна библиотека Вук Караџић Крагујевац
- Народна библиотека „Душан Матић“ Ћуприја
- Библиотека „Вук Караџић“ Пријепоље
- Шабачка библиотека Шабац
- Библиотека "Диша Атић" Владимирци
- Пергамска библиотека Пергам
- Александријска библиотека Александрија Египат
- Асурбанипалова библиотека
- Хиландарска библиотека
- Ватиканска библиотека Ватикан
- Јавна библиотека у Чикагу САД
- Конгресна библиотека у Вашингтону САД
- Универзитетска библиотека у Чепел Хилу САД

#### Дигиталне библиотеке
- Пројекат Гутенберг
- Европска библиотека